# Boka Kotorska

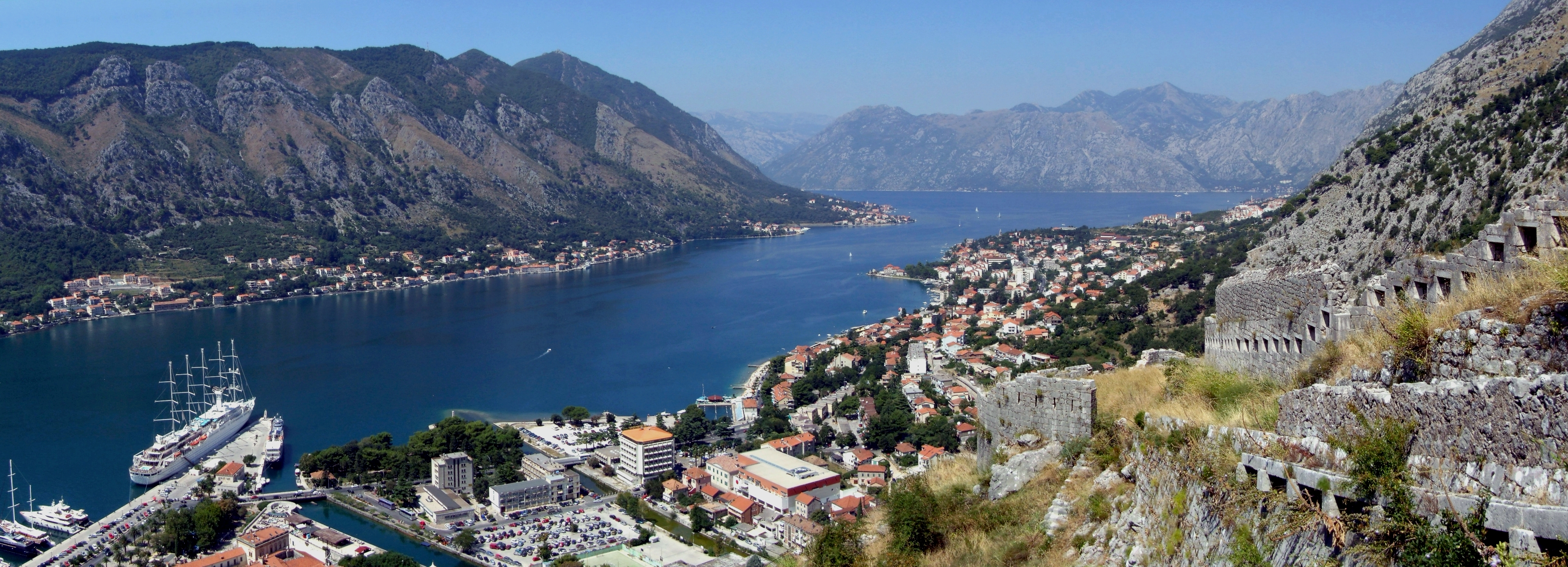
Boka Kotorska a město Kotor

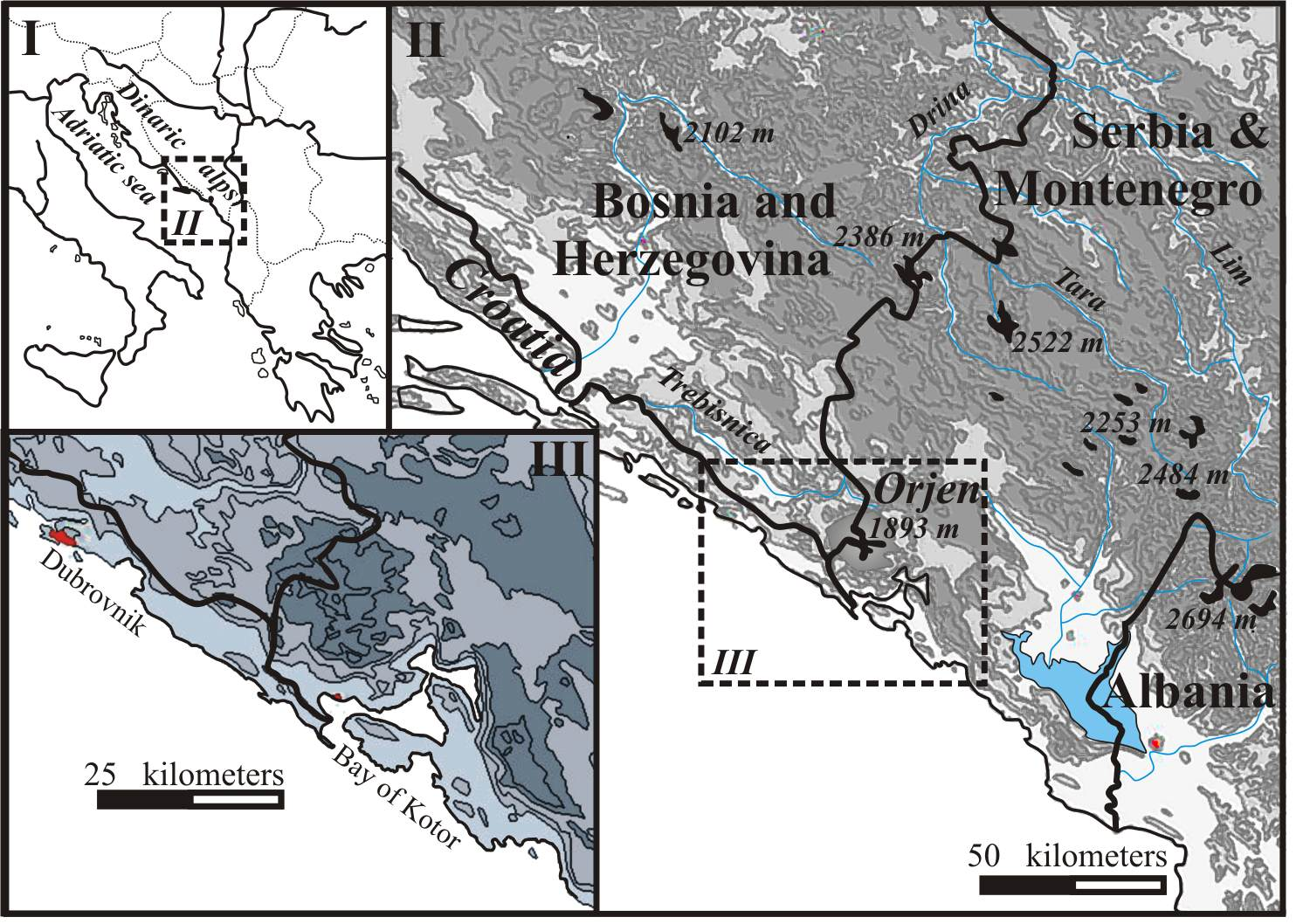
Mapa boky Kotorské

Boka Kotorska čili Kotorský záliv (srbsky Бока Которска/Boka Kotorska, italsky Bocche di Cattaro, benátsky Boche de Càtaro) je největší přírodní záliv na jihu Jaderského moře a často bývá mylně považovaný za nejjižnější evropský fjord. V těchto místech však ledovec nikdy nebyl, jedná se pouze o zatopené ústí řeky. Pod hladinou jsou říční naplaveniny a zbytky někdejšího koryta.

## Geografie
Nachází se v Černé Hoře, jmenuje se podle města Kotor a dělí se na čtyři menší zálivy – Hercegnovský, Risanský, Kotorský a Tivatský. Celková délka činí 28 km a šířka je v nejužším místě, zvaném Verige (řetězy) 350 m. Jedná se o nejdeštivější místo Evropy – 5 480 mm na jednotku plochy. V Boce Kotorské se nachází celá řada sídel (po směru hodinových ručiček); Njivice, Igalo, Herceg Novi, Savina, Meljine, Zelenika, Kumbor, Đenovići, Baošići, Bijela, Kamenari, Kostanjica, Morinj, Risan, Perast, Ljuta, Dobrota, Kotor, Škaljari, Muo, Prčanj, Donji Stoliv, Gornji Stoliv, Lepetane, Donja Lastva, Gornja Lastva, Tivat, Krtoli, Luštica a Rose. Svůj název má nicméně podle nejznámějšího přístavu, Kotoru.
V Boce Kotorské je celkem devět ostrovů, Prevlaka, Mamula a Vavedenje se nachází na začátku zálivu. Gospa od Milosti, Sveti Marko, Ostrov květin a Zanoetni Školjic lze nalézt v Tivatském zálivu, Krtoljska uvala, Gospa od Škrpjela a Sveti Đorđe se nacházejí v Risanském zálivu. Celková plocha zálivu činí 87,33 km². Maximální hloubka činí až 60 m, střední hloubka se pohybuje okolo 37,3 m. Pobřeží má délku 105,7 km. Vstup do Boky Kotorské má šířku 2,95 km. Hloubka zálivu se mění v závislost na vzdálenosti od otevřeného moře. Zatímco velké části Tivatského zálivu jsou hluboké pouze 10–25 m, podstatná část zálivu u Herceg Nového je hluboká více než 50 m. Samotnou osou zálivu poté prochází koryto zatopené řeky, které je hluboké 30–40 m a končí u obce Perast. Hloubka Risanského a Kotorského zálivu se pohybuje opět v hodnotách okolo 10–20 m. Ostrov Gospa od Škrpjela se nachází na nízce ponořené plošině, která se z východní strany propadá do prohlubně 50 m hluboké, a ze strany západní přechází do mořského dna o hloubce 25 m.
Ve směru od moře směrem k horským hřebenům se nachází sedlo Oštro, za mysem Oštro a poloostrovem Lušticí Hercegnovský a Toplanský záliv, který je spojen s Tivatským zálivem. Z něho přes úžinu Verige lze proplou do Risanského zálivu na západ a Kotorského zálivu na východ. Od začátku Boky vede plavební trasa v délce 33 km. Samotný vstup do zálivu je široký 3 km, úžina Verige má šířku pouhých 300 metrů. Vnější vstup do Boky rozděluje Vitaljinsko-luštický hřeben a vnitřní rozděluje Devesiljsko-vrmačský hřeben.

## Podnebí a klima
I přes značné množství srážek v samotné Boce je její okolí velmi suché. Případné srážky se velmi rychle vsakují do vápencových skal a vedou podzemními řekami a kanály k řadě pramenů. Vedeny jsou na rozhraní propustného vápence a nepropustného flyše. Mezi známými prameny, které se v Boce nacházejí, patří např. Sopot a Spila (oba v blízkosti Risanu), pramen Ljuta u obce Dobrota, pramen řeky Šurdy, dále Gurčić a Grbalj (oba v blízkosti Kotoru). Některé prameny vyvěrají pod hladinou moře, na mořském dne. Je tomu tak vždy tehdy, kdy je tlak vody v podvodní řece vyšší, než je tlak u moře. Příkladem takového pramene je pramen Gurdić v blízkosti Kotoru. Další takové prameny se nacházejí mezi obcemi Ljuta a Perast a nápadné jsou hlavně během deštivých měsíců, kdy se voda vsakuje do krasových formací pod pohořím Orjen.

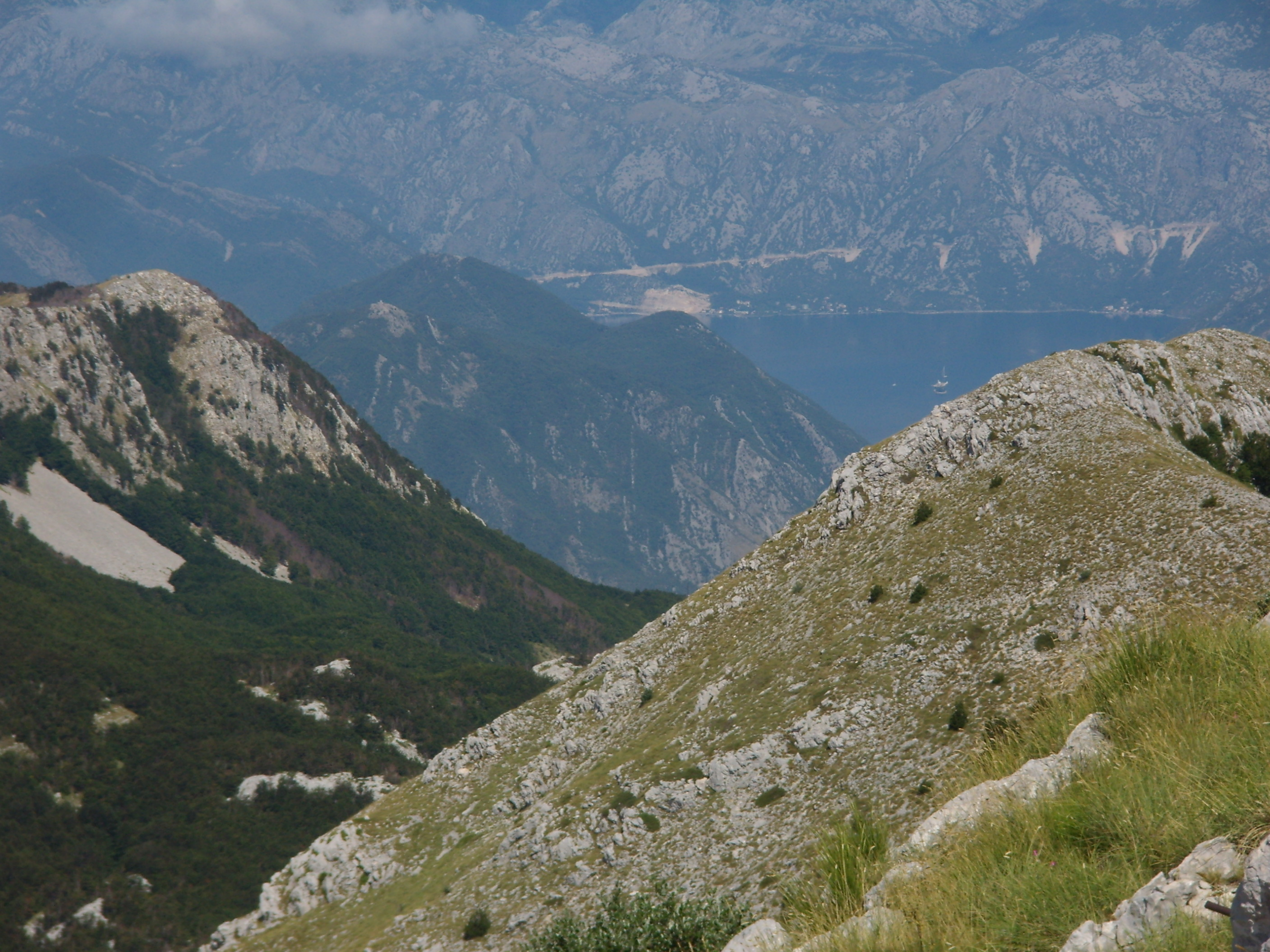
Vegetace na horách nad Bokou Kotorskou

Přestože je samotné záhoří velmi vyprahlé, oba horské hřebeny jsou naopak pokryty opadavou středomořskou vegetací. Jižně od Boky (v blízkosti města Tivat) se nachází široký pás s úrodnými poli. V samotné Boce se ze zemědělství daří pěstování oliv a vinné révy. V oblasti mezi obcemi Risan–Morinj–Kostanjic se nachází souvislý porost vavřínového lesa.
Samotný záliv má středomořské klima s horkými léty a deštivými a mírnými zimami. Letní teploty běžně překračují 30 °C, zimní však klesají jen velmi zřídkakdy pod bod mrazu. Průměrná zimní teplota vzduchu v Herceg Novém se pohybuje okolo 8 °C, rekordní minimum je –7 °C. Počet slunečních dní v roce pro Boku Kotorskou dosahuje 110. Letní rekordní teplota činí 42 °C.
Ve srovnání s vyprahlým záhořím je i tak teplé léto v Boce snesitelné díky větrům vanoucím z moře. Vliv větrů klesá v závislosti na vzdálenosti od otevřeného moře. Na podzim vane k Boce vítr Jugo, který tlačí mraky k pohořím Orjen a Lovćenu, čímž se zvyšuje v podzimních měsících úhrn srážek v Boce. V Herceg Novém je většina větrů vanoucích z jihu, jihovýchodu a východu.
Teplota mořské vody v Boce Kotorské se pohybuje v průměru od 7 °C (v lednu) až k 25,5 °C (v červenci). Směrem k mořskému pobřeží se teplota v zimě zvyšuje (až k 12 °C u Hercegu Nového). V roce 1998 byla u Kotoru naměřena rekordní teplota mořské vody 31,4 °C.
Průhlednost vody se pohybuje v hodnotě 3–15 m. Nikdy nepřekračuje hodnotu dvaceti metrů. V Kotoru je nejnižší a se vzdáleností k otevřenému moři její hodnota roste.
Míra salinity mořské vody se v Kotorském zálivu liší na jednotlivém místě, roční době a přítomných srážek. Pohybuje se od 9,5 až do 35,2 promile v Kotoru., blíže k ostrovu Mamula, kde začíná otevřené moře, poté rozdíly ve slanosti vody klesají. U Herceg Nového se rozmezí pohybuje okolo 18 do 37,67 promile soli. Salinita se rovněž mění v závislosti na hloubce; u hladiny je vzhledem k dešťovým srážkám obvykle nižší.

## Dějiny Boky

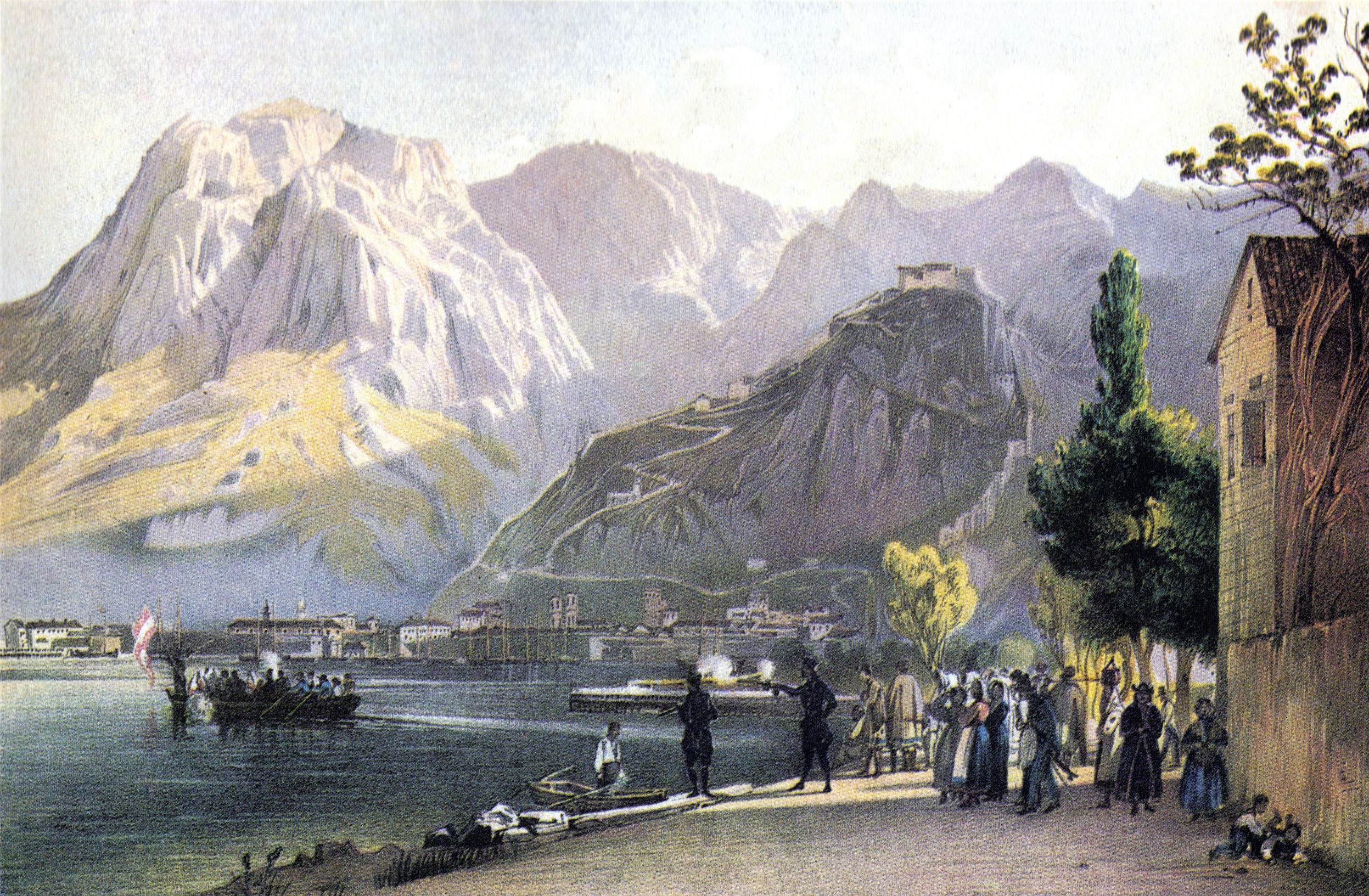
Kotor okolo roku 1840 na dobové malbě

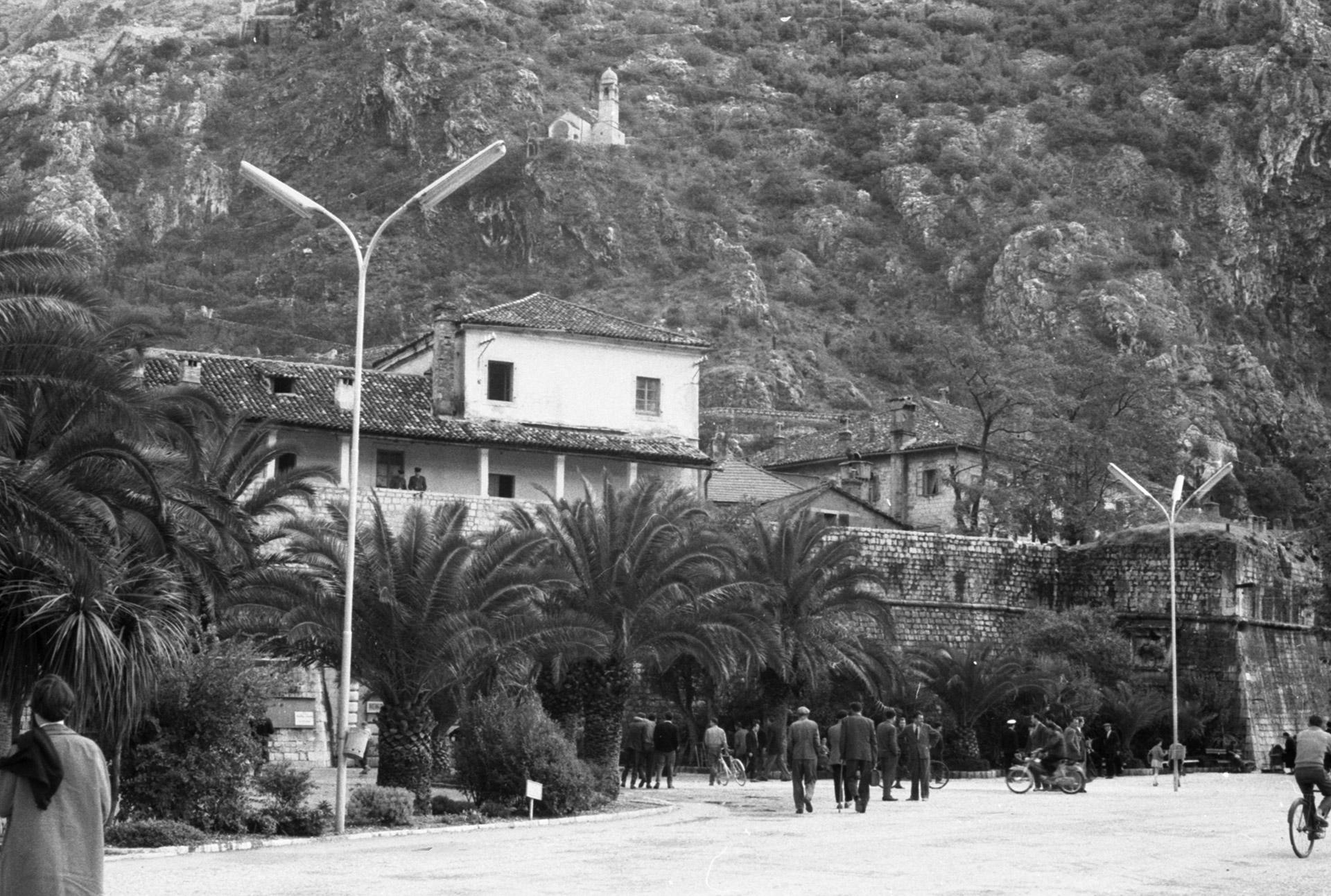
Kotor v 60. letech 20. století

Boka Kotorská byla osídlena již od nepaměti. První město na místě dnešního Risanu bylo založeno v roce 229 př. n. l. Řekové zde měli své kolonie, stejně tak i Římané a Byzantinci. Byzantská říše ji spravovala jako součástí thematu Dalmatia.
Záliv byl také součástí některých balkánských středověkých států (Duklja, Srbsko a Bosna). Nejprve pronikaly armády slovanských států jen do části Boky, postupně se jim dařilo ale získávat větší a větší vliv. V polovině 9. století vyplenili město Kotar Saracéni. Po smrti byzantského císaře Manuela obsadil Kotor srbský vládce Štěpán Nemanja a Boka se stala součástí středověkého srbského státu. V jeho moci byla až do konce dynastie Nemanjićů v roce 1371. Pro Srbsko představovala Boka bránu k západním zemím a Jaderskému moři. Samotný Kotor měl vlastní samosprávu; v jeho pravomoci zůstaly městské finance, clo a zahraniční kontakty s dalšími státy na břehu Středozemního moře. Kotořané mohli mít své delegace, které v rámci srbského státu vysílali.
Později byl záliv součástí Benátské republiky (po dobu 350 let). V roce 1797 připadl Rakousku, nicméně jej během Napoleonských válek okupovala na krátkou dobu Francie. V letech 1813–1815 byla na krátko připojena k Černé Hoře, nicméně na Vídeňském kongresu bylo rozhodnuto o opětovném připojení Boky k rakouské Dalmácii. Černá Hora sice proti tomuto kroku ostře protestovala, nicméně její tradiční spojenec (Rusko) se v daném názorovém střetu postavilo na rakouskou stranu, a Černohorci museli svá vojska stáhnout.

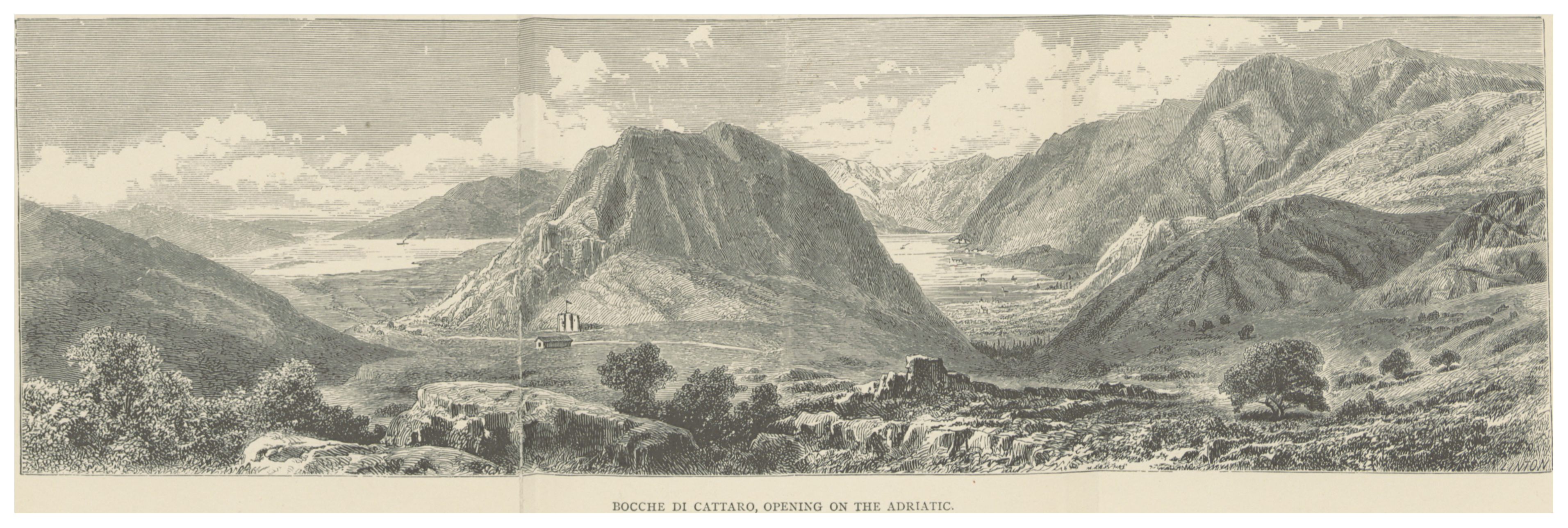
Kresba zálivu z roku 1877

Z Vídně byla Boka Kotorská spravována až do roku 1918. Pro Rakousko se jednalo o nejjižnější část mocnářství, nicméně strategicky velmi významnou. Rakousko nechalo proto vybudovat u přístupu k Boce několik pevností, kde udržovalo vojenskou posádku. Pro smíšené obyvatelstvo byly v přístavních městech dva úřední jazyky; italština a srbochorvatština.
Ve městě Perast se nacházela slavná námořnická škola, kde studovali ruští námořníci.
V úžině Verige se natahovaly řetězy („verige“ znamená „řetězy“), které bránily lodnímu útoku. V roce 1918 se záliv stal dějištěm vzpoury v boce Kotorské, po níž byli popraveni i čeští námořníci František Rasch a František Koucký.
Za první republiky byla boka Kotorská i přístavem pro československé lodě. Zátoka je zapsaná od roku 1979 do seznamu světového kulturního dědictví UNESCO. V letech 1918 až 1922 byla Boka samostatnou správnou jednotkou v rámci Království Srbů, Chorvatů a Slovinců. Od roku 1929 spadala do Zetské bánoviny. V meziválečné době se zde nacházela námořní základna jugoslávského námořnictva. Skromné počátky rozvoje turistiky umožnil rozvoj autobusové dopravy (od roku 1930 měla Boka spojení s Bělehradem) a dopravy letecké (v roce 1938 bylo otevřeno v Grude).
Na počátku druhé světové války obsadila Boku Kotorskou Itálie, která se tím snažila zajistit si oba břehy Jaderského moře. Získáním námořní základny v Kotoru se podařilo Italům obsadit řadu jugoslávských lodí bez jediného výstřelu. Některé však jugoslávští námořníci nechali zničit ještě před příchodem Italů. Italové administrativně připojili Boku k Dalmácii, kde ji spravoval guvernér se sídlem v Zadaru. Nacistické Německo plánovalo Boku Kotorskou využít jako velký válečný přístav pro potřeby bojů ve Středozemním moři. Boka byla osvobozena 13. listopadu 1944 jednotkami jugoslávských partyzánů (2. korpus NOVJ) spolu s Podgoricí a několika dalšími oblastmi Černé Hory.
Po roce 1945 se v regionu začala rozvíjet turistika. Přestože první agentury začaly nabízet zájezdy do Boky již v meziválečném období, teprve až 50. a 60. léta umožnila rozvoj turistiky. V obci Igalo na samotném začátku Boky byly zřízeny lázně, které navštěvují turisté z celé Evropy.[zdroj?] Díky turistickému ruchu se podařilo značným způsobem rozvinout ekonomiku celého regionu. Armáda a rybářství již přestaly být klíčovými zdroji zaměstnání. V roce 1966 nabízely hotely na březích Boky 14 000 lůžek, o čtyřicet pět let později již okolo padesáti tisíc. Zatímco v polovině 60. let navštívilo Boku na 94 tisíc lidí ročně, v současné době je to již čtyři sta tisíc.
Od roku 1945 téhož roku je Boka Kotorská také součástí Černé Hory, nejprve jako republiky SFRJ, a poté od roku 2006 i jako nezávislého státu.

## Hospodářství

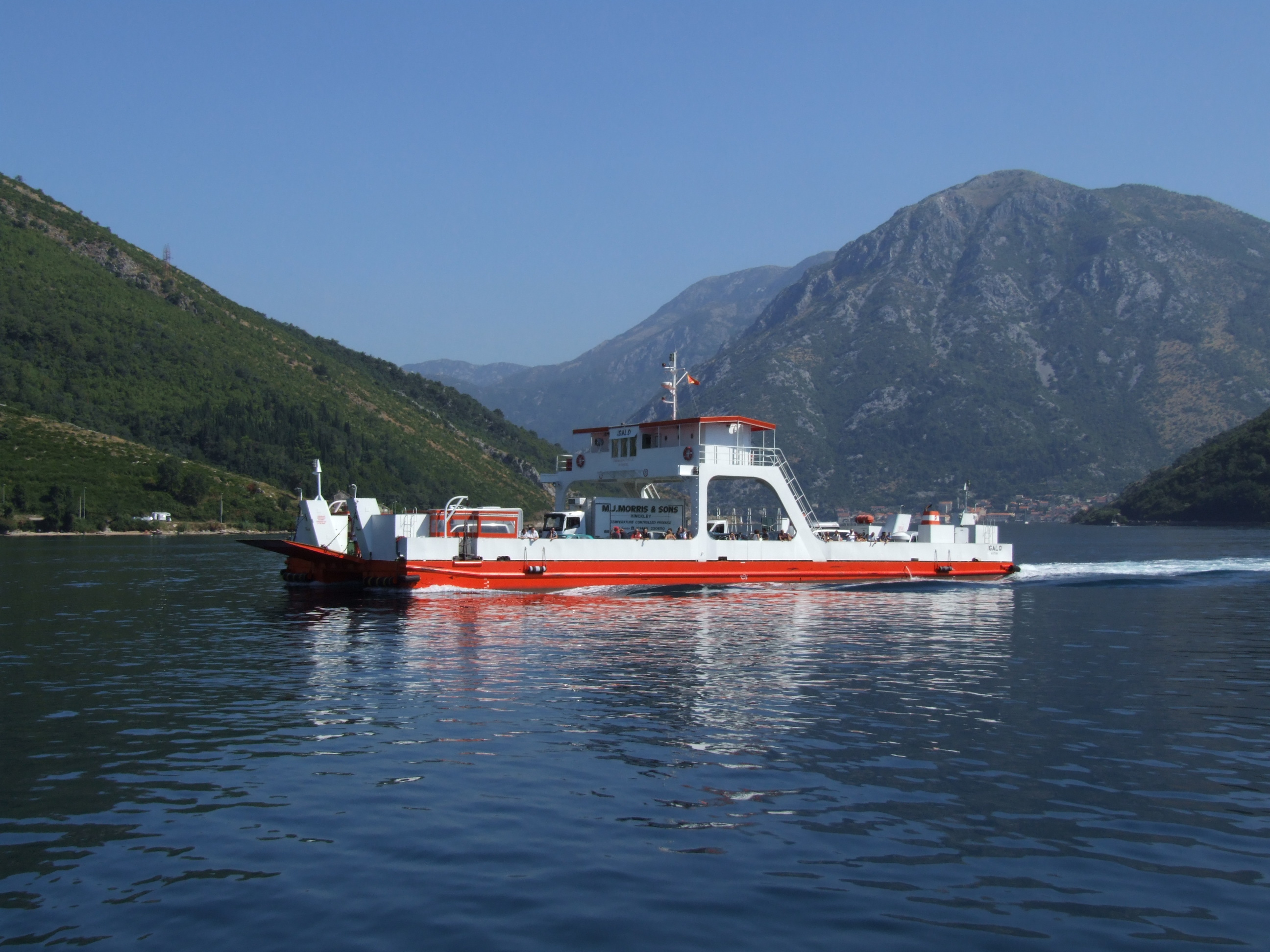
Trajekt přes Boku Kotorskou směřující do vesnice Kamenjari

V blízkosti Boky se nacházejí naleziště rud (např. bauxit nedaleko Herceg Nového, mangan v blízkosti Kotoru). Strmé stěny však znemožňují možnost dopravy do zálivu jinak, než po moři. V současné době je zde těžen pouze mramor. Boka Kotorská je nalezištěm mramoru již po dobu několik set let; využívali jej i Benátčané na stavbu paláců ve své metropoli.
Do roku 1976 vedla do Boky Kotorské železniční trať směrem z Bosny a Hercegoviny. V současné době je záliv přístupný s výjimkou dopravy námořní především prostřednictvím řady silničních tahů. Jižně od Tivatu se nachází mezinárodní letiště.

### Rybolov
Rybolov patřil k zdrojům obživy obyvatel Boky Kotorské již od nepaměti. Vzhledem k těžce přístupnému okolnímu terénu (samotnou Boku obklopují vysoké hory) byl rybolov mnohdy jedinou možností pro živobytí místního obyvatelstva. Poprvé byl jeho význam zmíněn ve statutu města Kotoru ve 14. století. Ještě v 17. století se jednalo o dominantní způsob živobytí pro obyvatelstvo osad na pobřeží, zvlášť významnými rybářskými osadami byly Muo a Maošići. Vzhledem k ekonomickému rozvoji regionu, vzrůstu významu námořní dopravy, služeb a nakonec i turistiky však vzrostla poptávka po snazších a jistějších způsobech obživy, což vedlo k prudkému pádu významu rybářství v oblasti. Od roku 1898 bylo možné používat na osvětlování lodí acetylenové lampy, což zjednodušilo práci rybářů a umožnilo jim lovit ryby déle.
Rybáři používali v Boce stejné typy dřevěných lodí, jako tomu bylo na dalmatském pobřeží. Jednalo se o čtyři typy (leut, gaeta, guc, svjeraćica). Největší lodě byly dlouhé 12 m. Některé z nich se dochovaly až do dnešních dní.
Do roku 1867 bylo povolené používání vlečné sítě. Vzhledem k značné míře devastace nejen rybích populací, ale také vegetace a obecně mořského dna, však byly nakonec rakousko-uherskými úřady zakázány. Zákaz však platil pouze po krátkou dobu. V současné době je rybolov v Boce striktně regulován; rybáři musí být registrováni a je zakázána řada nástrojů, které by poškozovaly rybí populaci. V jednotlivých částech zálivu platí různá opatření, např. maximální povolená velikost a délka sítí. Aktuálně platný zákon o rybolovu umožňuje také v určitých částech nebo v určité době v roce zakázat lob ryb úplně.

## Obyvatelstvo

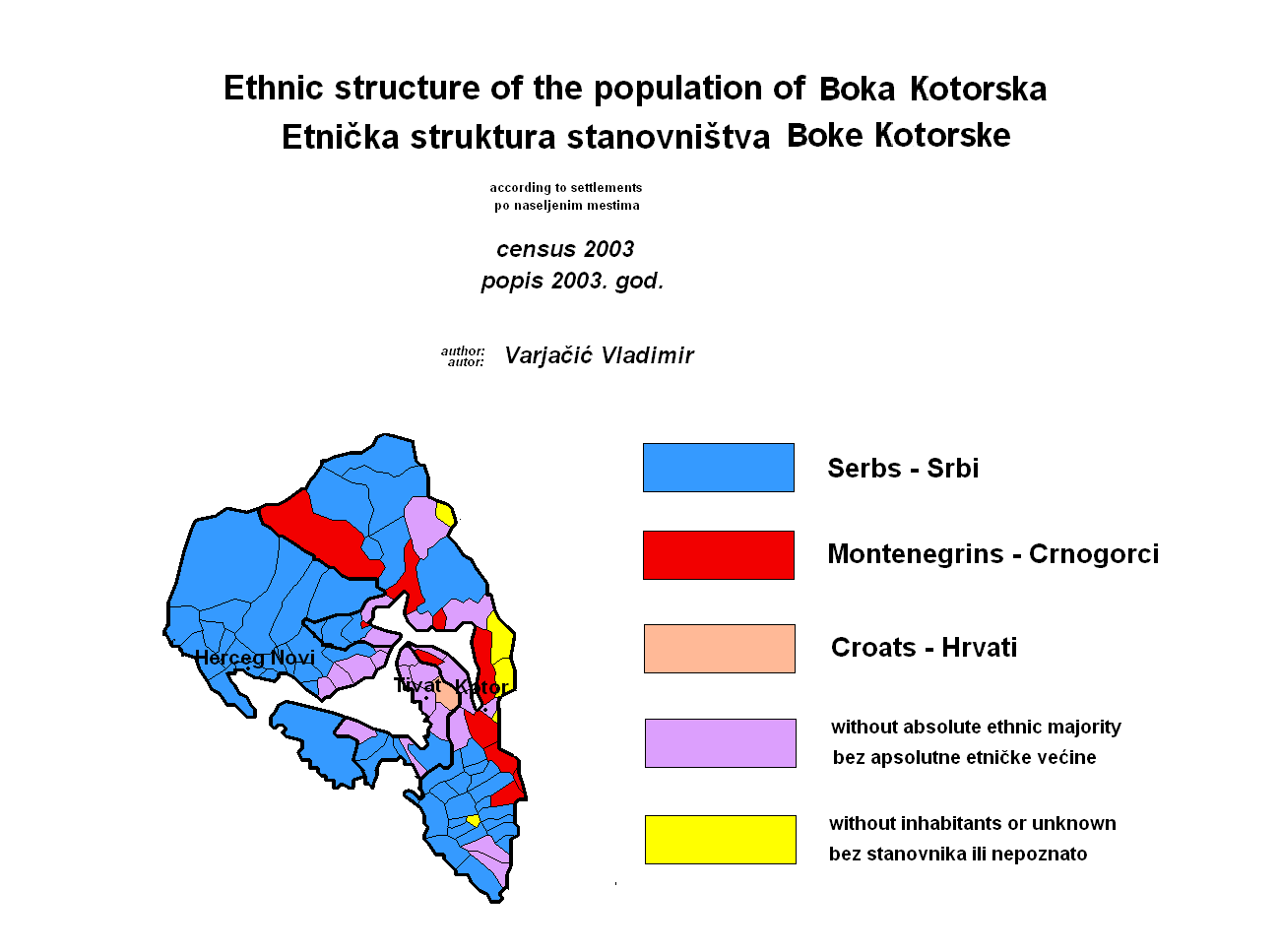
Dominantní národnosti v obcích na břehu Kotorského zálivu v roce 2003

V současné době představují relativní většinu obyvatel měst a vesnic na břehu Boky Srbové, následují je Černohorci a Chorvati. Historicky byla Boka osídlená značným počtem italsky mluvícího obyvatelstva.
Podle sčítání lidu z roku 1931 žilo v Boce 35 608 obyvatel, kteří byli tradičně katolického vyznání. Vzhledem k tomu, že Boka Kotorská nebyla nikdy pod vlivem Osmanské říše, nikdy nedošlo k islamizaci měst v zálivu. Dle údajů z uvedené doby zde žil také nemalý počet obyvatel pravoslavného vyznání.
Do roku 1991 se nemalá část obyvatel Boky identifikovala jako Jugoslávci.
| Obec (opština) | Údaje dle sčítání lidu z roku 2011 | Údaje dle sčítání lidu z roku 2011 | Údaje dle sčítání lidu z roku 2011 | Údaje dle sčítání lidu z roku 2011 | Údaje dle sčítání lidu z roku 2011 | Údaje dle sčítání lidu z roku 2011 | Údaje dle sčítání lidu z roku 2011 | Údaje dle sčítání lidu z roku 2011 | Údaje dle sčítání lidu z roku 2011 | Údaje dle sčítání lidu z roku 2011 | Údaje dle sčítání lidu z roku 2011 |
| Obec (opština) | Celkem                             | Černohorci                         | Černohorci                         | Srbové                             | Srbové                             | Chorvati                           | Chorvati                           | ostatní                            | ostatní                            | neuvedeno                          | neuvedeno                          |
| -------------- | ---------------------------------- | ---------------------------------- | ---------------------------------- | ---------------------------------- | ---------------------------------- | ---------------------------------- | ---------------------------------- | ---------------------------------- | ---------------------------------- | ---------------------------------- | ---------------------------------- |
| Budva          | 19 218                             | 9 262                              | 48,19 %                            | 7 247                              | 37,71 %                            | 167                                | 0,87 %                             | 1 392                              | 7,24 %                             | 1 150                              | 5,98 %                             |
| Herceg Novi    | 30 864                             | 10 395                             | 33,68 %                            | 15 090                             | 48,89 %                            | 662                                | 2,14 %                             | 1 809                              | 5,86 %                             | 2 908                              | 9,42 %                             |
| Tivat          | 14 031                             | 4 666                              | 33,25 %                            | 4 435                              | 31,61 %                            | 2 304                              | 16,42 %                            | 1 351                              | 9,63 %                             | 1 275                              | 9,09 %                             |
| Kotor          | 22 601                             | 11 047                             | 48,88 %                            | 6 910                              | 30,57 %                            | 1 553                              | 6,87 %                             | 1 145                              | 5,07 %                             | 1 946                              | 8,61 %                             |
| Celkem         | 86 714                             | 35 370                             |                                    | 33 682                             |                                    | 4 686                              |                                    | 5 697                              |                                    | 7 279                              |                                    |